# Where I Belong (Simple Plan e State Champs)
Where I Belong è un singolo dei gruppi musicali Simple Plan e State Champs, con la partecipazione dei We the Kings.

## Composizione e pubblicazione
Il brano è nato durante la collaborazione delle tre band nel tour nordamericano in cui sono state impegnate ad ottobre e novembre 2019. Dopo la pubblicazione, annunciata il 10 ottobre per il giorno successivo, la canzone è stata anche suonata dal vivo durante alcune date del tour.

## Video musicale
Il video ufficiale del brano, diretto da Chady Awad, è stato pubblicato il 23 dicembre 2019 e mostra scene dei concerti che hanno realizzato le tre band nelle date del tour.

## Tracce
Testi e musiche di Pierre Bouvier, Chuck Comeau, Derek Discanio, Andrew Goldstein, Zachary Joseph.
1. Where I Belong (feat. We the Kings) – 3:10

## Formazione
Simple Plan
- Pierre Bouvier – voce, cori
- Jeff Stinco – chitarra solista
- Sébastien Lefebvre – chitarra ritmica, voce, cori
- Chuck Comeau – batteria
- David Desrosiers – basso, voce, cori

State Champs
- Derek DiScanio – voce

We the Kings
- Travis Clark – voce

Musicisti aggiuntivi
- Chady Awad – voce, cori
- Zakk Cervini – voce, cori
- Andrew Goldstein – voce, cori
- Ilan Rubin – batteria

Produzione
- Zakk Cervini – mixaggio, produzione
- Chris Athens – mastering